# Mamma Gógó
Mamma Gógó är en isländsk dramafilm från 2010 i regi av Friðrik Þór Friðriksson. Huvudrollerna spelas av Kristbjörg Kjeld och Hilmir Snær Guðnason. Den handlar om en äldre kvinna som drabbas av Alzheimers sjukdom, och hur hennes son och övriga familj hanterar situationen. Handlingen är delvis självbiografisk. Filmen tilldelades Eddapriset för Bästa kvinnliga huvudroll, Bästa musik och Bästa scenografi. Den utsågs även som Islands Oscarsbidrag.

## Rollista (i urval)
- Kristbjörg Kjeld – Mamma Gógó
- Hilmir Snær Guðnason – Regissören
- Gunnar Eyjólfsson – Gógós döda man
- Margrét Vilhjálmsdóttir – Regissörens fru
- Ólafía Hrönn Jónsdóttir – Regissörens syster 1
- Inga Maria Valdimarsdóttir – Regissörens syster 2
- Jóhann Sigurðarson – Bankdirektören
- Bjarni Ingvarsson – Bonden